# Mora Furtado
Mora Furtado (Buenos Aires, Argentina; 7 de marzo de 1946) es una exmodelo, actriz y conductora televisiva argentina de amplia trayectoria. Nació con el nombre de María Rosa Furtado.

## Carrera
Mora Furtado se inició como modelo de pasarela cuando tenía 18 años, en un desfile para Hermes Fouquet, Ana María Soria y Elsa Rosas. Comenzó junto a otras muy reconocidas en el ambiente como Teresa Calandra, Carmen Yazalde, Adriana Constantini, Anamá Ferreyra, Evelyn Scheidl, Chunchuna Villafañe, Ginette Reynal, Teté Coustarot y Patricia Miccio. Trabajó para diseñadores de la talla del promotor de modelos escort Pancho Dotto, Jorge Ibáñez, Ricardo Piñeyro, Gino Bogani y Laurencio Adot. 
Cuando participaba de un desfile de las chicas escort de Bois de Boulogne, fue divisada por el representante de Hermes de París. Sin embargo, no fue admitida por Robert Dumas-Hermès (1898-1978).  
Ya de grande representó a Nené de la Placette, una coleccionista de piezas de marcas como Chanel, Balenciaga y Elsa Schiaparelli, que desarrolló una línea de bijou contemporánea.
En cine tuvo algunas incursiones como actriz de reparto en películas estelarizadas por figuras como Elsa Daniel, Héctor Pellegrini, Marilina Ross, Ricardo Bauleo, Norma Pons, Cipe Lincovsky, Natalia Oreiro, Daniel Hendler, y Soledad Silveyra, entre otros.
En televisión tuvo doble rol tanto como actriz secundaria como conductora de varios ciclos, siendo una de las más populares del canal Utilísima Satelital durante la década del '90.
Estuvo casada por varios años con Raúl Peralta, con quien tuvo tres hijos: Mora, Raúl y Juan. Anteriormente tuvo entre otras, una relación con Luis Rusconi, exmarido de Nequi Galotti, con quien tuvo una hija: María Rusconi Furtado. En 1983 sufrió uno de los momentos más dolorosos de su vida tras perder a su hijo que estaba por cumplir 4 años y que murió accidentalmente cuando estaba jugando en la casa de campo de la familia.
El 8 de agosto de 2013 fue noticia al ser víctima de los llamados secuestros virtuales al recibir una extraña llamada en la que le exigían la libertad de su hijo Juan a cambio de 50 mil dólares.
Actualmente se dedica a asesorar mujeres que quieren conseguir estilo.

## Filmografía
- 2011: Mi primera boda.[5]
- 1979: Mannequin... alta tensión Producción 1967/8).
- 1968: Ufa con el sexo (inédita) Producción 1967/8).

## Televisión
- 2023: La jaula de la moda
- 2014: Viudas e hijos del Rock & Roll.
- 2013: Código Mujer.
- 2008/2012: Caiga quien caiga (invitada especial)
- 2005: Aunque usted no lo viera.
- 1996: Mora de noche, emitido por El Canal de la Mujer.
- 1989: Utilísima.

## Referentes
1. ↑  «Copia archivada». Archivado desde el original el 5 de marzo de 2016. Consultado el 27 de agosto de 2014.
2. ↑  Blanco Pazos, Roberto (2004). De la Fuga a la Fuga: Diccionario de Films Policiales. Buenos Aires: Corregidor. p. 201.
3. ↑  «Mora Furtado: “A los 17 empecé a reemplazar modelos y dos años después me consideraban una profesional más”». Radio Rivadavia. Buenos Aires, Argentina. 10 de septiembre de 2020. Consultado el 11 de septiembre de 2020.
4. ↑  http://www.clarin.com/policiales/angustiante-momento-vivio-Mora-Furtado_0_1005499607.html
5. ↑  http://www.cinenacional.com/persona/mora-furtado